# شومکوتا مره
شهر شومکوتا مره (به رومانیایی: Şomcuta Mare) در شهرستان مرموره در کشور رومانی واقع شده‌است. جمعیت این شهر ۷٬۷۰۸ نفر  است.